# Leonid Dunaev
Leonid Vladimirovič Dunaev (in russo Леонид Владимирович Дунаев?; Biškek, 24 febbraio 1954 – 2002) è stato uno schermidore sovietico, vincitore di due medaglie d'oro, una d'argento ed una di bronzo ai campionati mondiali di scherma.